# Bulinus barthi
Bulinus barthi es una especie de molusco gasterópodo de la familia Planorbidae en el orden de los Basommatophora.

## Distribución geográfica
Se encuentra en Kenia y Tanzania.

## Hábitat
Su hábitat natural son: pantanos.